# Arnulf al III-lea de Flandra
Arnulf al III-lea (n. 1054 – d. 22 februarie 1071, Cassel, Nord-Pas-de-Calais, Franța) a fost conte de Flandra șiconte de Hainaut sub numele Arnulf I, din 1070 până la sfârșitul vieții.

## Biografie
Arnulf a fost fiul cel mare al contelui Balduin al VI-lea de Flandra și al soției sale, Richilde de Hainaut. El a succedat tatălui său în ambele comitate, însă domnia i-a fost contestată și uzurpată de unchiul său, Robert Frizonul. După ce Arnulf a murit în Bătălia de la Cassel, Flandra și Hainaut au fost din nou separate.